# 복상

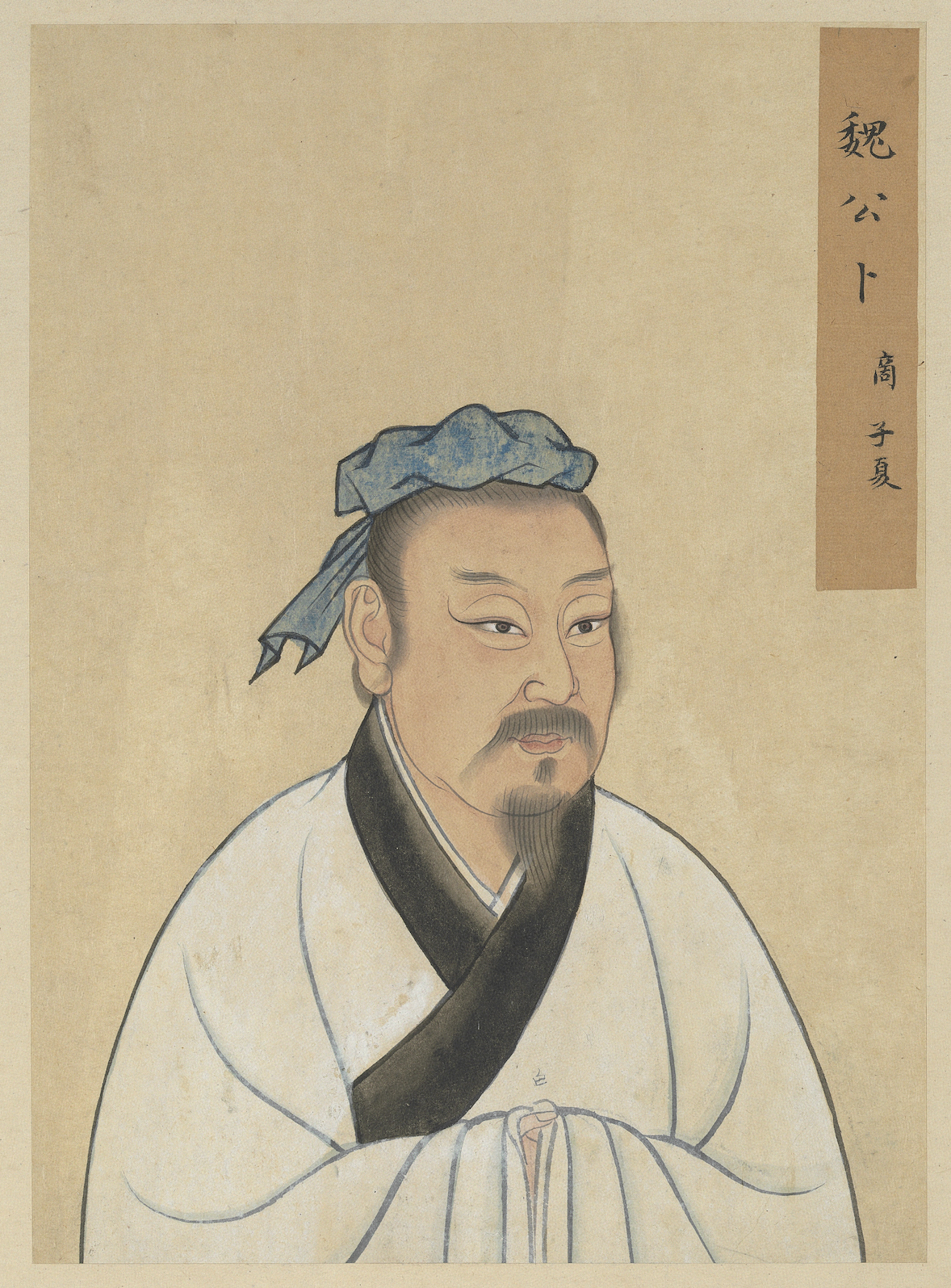

복상(卜商)은 성은 복(卜), 이름은 상(商), 자(字)는 자하(子夏)이다. 문학(文學)에 있어서 자유와 함께 공자의 중요한 제자였다.
집안이 가난하였으나 근면하고 배우기를 좋아했다고 평가된다. BC483년 그는 노나라로 건너와 공자에게서 수학하였다. BC476년 진나라 서하 지방(지금의 섬서성 위남시)으로 귀향했다.
시경에 조예가 깊었다.
주역을 주석및해설한 자하역전(子夏易傳)이 전하나 후대의 가감 및 위작이 거론되고있으며 그러나 역사적 관례로 그의 저서로 언급되고 있다. 
이극(李克), 오기(吳起), 서문표(西門豹)가 모두 자하(子夏)에게서 수학하였다.
논어에서 공자가 자하를 상(商)이라 칭하는 대목이 나온다.

## 배움
子夏曰賢賢易色事父母能竭其力事君能致其身與朋友交言而有信雖曰未學吾必謂之學矣 (論語 學而 第一)
자하가 말하였다. “어진 이를 어진 이로써 대우하기를 마치 여색을 대하는 것과 바꿀 정도로 하고, 부모를 섬김에 있어 그 힘을 다할 수 있으며, 임금을 섬김에 있어 그 몸을 다할 수 있으며, 벗과 사귈 때 말에 믿음이 있으면 비록 배움이 없다고 이르더라도 나는 반드시 그를 배운 자라고 여길 것이다.” (논어 학이 제일)

## 예(禮)
子夏問曰 ： '巧笑倩兮，美目盼兮' 素以爲绚兮。何謂也？
子曰 ： 繪事后素。
曰 ： 禮后乎？
子曰 ： 起予者商也，始可與言詩已矣。
자하가 (공자에게)여쭈었다 : (시경에) '웃음짓으니 예쁘도다. 눈을 아름답게하니 눈이 예쁘도다'라는 말과 '소박함을 눈부시게하도다.'라는 말은 어떻습니까?
(공자가) 말하기를: 꾸미는일은 소박함뒤에 온다.
(자하가) 묻기를: 예(禮)가 (소박함)뒤에 옵니까?
(공자가) 말하기를: 나에게 (배우기를 즐겨함을) 일으키는 이가 상(商,자하)이다. 이제 (그와) 더불어 시(시경)를 이야기할 수 있구나!
(논어 八佾 第三)

## 같이 보기
- 공자의 제자
- 공문십철